# Sam & Dave
Sam & Dave waren ein US-amerikanisches Soul-Duo. Sie waren eines der ersten erfolgreichen Duos und gelten als prägend für den Soul der 1960er Jahre, insbesondere den Memphis Soul.

## Werdegang

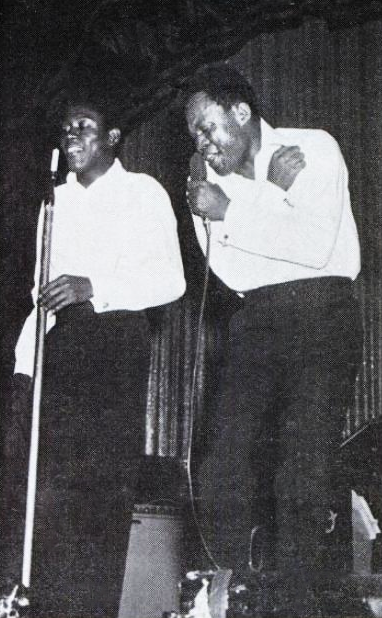
Sam & Dave, 1966

Samuel „Sam“ David Moore (* 12. Oktober 1935 in Miami; † 10. Januar 2025 in Coral Gables) und David „Dave“ Prater (* 9. Mai 1937 in Ocilla, Oregon; † 9. April 1988 bei Sycamore, Georgia) begannen ihre Sangeskarrieren in Gospelchören. Im „King Hearts Club“ in Miami trafen sie sich erstmals und traten dort 1961 auch zum ersten Mal gemeinsam auf. Der Clubmanager wurde ihr Manager. Erste Singles erschienen ab 1962 bei Roulette Records.
1965 unterschrieb das Duo einen Vertrag bei Atlantic Records. Aus politischen Gründen wurden ihre Alben jedoch bei Stax Records produziert und aufgenommen, mit denen Atlantic Records einen Vertrag hatte. Ihre erste Platte dort war Hold On, I’m Comin’ von 1966. Nun ging es Schlag auf Schlag: der Titelsong und You Don’t Know Like I Know waren der Beginn einer Hit-Serie, von denen viele in die Top Ten gelangten. Besonders seinen Live-Auftritten verdankte das Duo seinen Spitznamen Double Dynamite, der auch der Name eines ihrer Alben ist.
1968 lief der Vertrag zwischen Stax und Atlantic Records aus. Da das Duo jedoch bei Atlantic unter Vertrag war, konnten sie künftig weder auf die Hilfe der Stax-Produzenten und Songschreiber Isaac Hayes und David Porter zurückgreifen, noch auf Booker T. & the M.G.’s, welche als Hausband von Stax fungierten. Die ständigen Labelwechsel und die Tatsache, dass sie keine weiteren Hits mehr produzierten, verschlechterten die Beziehung des Duos derart, dass es sich 1970 zunächst trennte.
In den 1970er Jahren kamen Sam und Dave immer wieder zusammen und produzierten 1978 ein neues Album. Mit dem Erfolg des Blues-Brothers-Films kamen Sam & Dave 1980 erneut zusammen. Dabei ist zu bemerken, dass im Film nicht nur die Musik des Duos läuft, sondern John Belushi und Dan Aykroyd neben dem Lied Soul Man vor allem die Bühnenshow von Sam & Dave covern. 1981 ging das Duo auf große Tournee und trat Silvester dieses Jahres letztmals gemeinsam auf.
1988 verunglückte Dave Prater, der zeitlebens mit Drogenproblemen zu kämpfen hatte und deswegen auch im Gefängnis saß, bei einem Autounfall tödlich.
Von Sam hörte man lange Zeit nichts mehr. 1986 nahm er mit Lou Reed das Lied Soul Man für den gleichnamigen Film auf. 1988 stand er für einen Film selbst vor der Kamera. Musikalisch trat Sam 1992 wieder in Erscheinung, als er beim Album Human Touch von Bruce Springsteen mitwirkte. Im selben Jahr wurde das Duo in die Rock and Roll Hall of Fame aufgenommen. Im Herbst 2006 veröffentlichte er das Album Overnight Sensational, bei dem u. a. Wynonna, Bruce Springsteen, Jon Bon Jovi, Sting, Eric Clapton, Steve Winwood, Mariah Carey, Zucchero, Vince Gill und Billy Preston mitwirkten.
Der Rolling Stone listete Sam Moore 2008 auf Rang 85 der 100 größten Sänger aller Zeiten.

## Diskografie

### Alben
| Jahr | Titel               | Höchstplatzierung, Gesamtwochen, AuszeichnungChartplatzierungen (Jahr, Titel, Platzierungen, Wochen, Auszeichnungen, Anmerkungen) | Höchstplatzierung, Gesamtwochen, AuszeichnungChartplatzierungen (Jahr, Titel, Platzierungen, Wochen, Auszeichnungen, Anmerkungen) | Höchstplatzierung, Gesamtwochen, AuszeichnungChartplatzierungen (Jahr, Titel, Platzierungen, Wochen, Auszeichnungen, Anmerkungen) | Höchstplatzierung, Gesamtwochen, AuszeichnungChartplatzierungen (Jahr, Titel, Platzierungen, Wochen, Auszeichnungen, Anmerkungen) | Anmerkungen                                                                           |
| Jahr | Titel               | DE | UK | US | R&B | Anmerkungen                                                                           |
| ---- | ------------------- | --- | --- | --- | --- | ------------------------------------------------------------------------------------- |
| 1966 | Hold On, I’m Comin’ | — | UK35 (7 Wo.)UK | US45 (15 Wo.)US | R&B1 (19 Wo.)R&B | Aufgenommen in Memphis, Tennessee Produzent: Jim Stewart                              |
| 1967 | Double Dynamite     | — | UK28 (5 Wo.)UK | US118 (13 Wo.)US | R&B7 (15 Wo.)R&B | Auch bekannt als: Double Trouble Produzent: Jim Stewart                               |
| 1968 | Soul Men            | — | UK32 (8 Wo.)UK | US62 (13 Wo.)US | R&B5 (14 Wo.)R&B | Grammy (Best R&B Group, Vocal or Instrumental) Produzenten: Isaac Hayes, David Porter |
| 1968 | I Thank You         | — | — | — | R&B38 (8 Wo.)R&B | Erstveröffentlichung: 26. Oktober 1968                                                |

Weitere Alben
- 1967: On Stage Live (mit Booker T. & the M.G.’s, Carla Thomas, The Mar-Keys, Eddie Floyd, Otis Redding)
- 1974: Back at ’Cha!
- 1978: Sweet & Funky Gold
- 1982: Soul Study Volume 1
- 1982: Soul Study Volume 2

### Kompilationen
| Jahr | Titel                  | Höchstplatzierung, Gesamtwochen, AuszeichnungChartplatzierungen (Jahr, Titel, Platzierungen, Wochen, Auszeichnungen, Anmerkungen) | Höchstplatzierung, Gesamtwochen, AuszeichnungChartplatzierungen (Jahr, Titel, Platzierungen, Wochen, Auszeichnungen, Anmerkungen) | Höchstplatzierung, Gesamtwochen, AuszeichnungChartplatzierungen (Jahr, Titel, Platzierungen, Wochen, Auszeichnungen, Anmerkungen) | Höchstplatzierung, Gesamtwochen, AuszeichnungChartplatzierungen (Jahr, Titel, Platzierungen, Wochen, Auszeichnungen, Anmerkungen) | Anmerkungen                                 |
| Jahr | Titel                  | DE | UK | US | R&B | Anmerkungen                                 |
| ---- | ---------------------- | --- | --- | --- | --- | ------------------------------------------- |
| 1969 | The Best of Sam & Dave | — | — | US87 (17 Wo.)US | R&B24 (13 Wo.)R&B | Auch bekannt als: Star-Collection (DE 1974) |

Weitere Kompilationen
| - 1966: Sam & Dave (alternativer Albumtitel: Soul Party Number 1) - 1980: The Best of Sam & Dave - 1983: Hold On We’re Coming - 1983: Soul Man - 1984: Can’t Stand Up for Falling Down - 1985: Greatest Hits - 1987: Sweet Soul Music - 1988: Greatest Hits - 1990: An Anthology – The Stax Years 1965 to 1968 (2 CDs) - 1992: Two Soul Man - 1993: Sweat ’n’ Soul - 1993: Soul Man - 1993: Greatest Hits – Soul Man - 1993: Gold - 1993: Soothe Me (Special Editions) | - 1994: Hold On I’m Comin’ - 1994: Sam & Dave - 1994: I Thank You - 1995: The Very Best of Sam & Dave - 1996: Original Legends Versions - 1996: Commodores / Sam & Dave (Box mit je 1 CD) - 1997: Soul Man and Other Hits - 2001: Sam & Dave - 2001: Greatest Hits - 2003: Sam & Dave - 2006: The Definitive Soul Collection (2 CDs) - 2007: The Platinum Collection - 2012: Soul Men + I Thank You (2 CDs) - 2012: Hold On, I’m Coming + Double Dynamite (2 CDs) |

### Singles
| Jahr | Titel Album                                                   | Höchstplatzierung, Gesamtwochen, AuszeichnungChartplatzierungen (Jahr, Titel, Album, Platzierungen, Wochen, Auszeichnungen, Anmerkungen) | Höchstplatzierung, Gesamtwochen, AuszeichnungChartplatzierungen (Jahr, Titel, Album, Platzierungen, Wochen, Auszeichnungen, Anmerkungen) | Höchstplatzierung, Gesamtwochen, AuszeichnungChartplatzierungen (Jahr, Titel, Album, Platzierungen, Wochen, Auszeichnungen, Anmerkungen) | Höchstplatzierung, Gesamtwochen, AuszeichnungChartplatzierungen (Jahr, Titel, Album, Platzierungen, Wochen, Auszeichnungen, Anmerkungen) | Anmerkungen                                                                    |
| Jahr | Titel Album                                                   | DE | UK | US | R&B | Anmerkungen                                                                    |
| ---- | ------------------------------------------------------------- | --- | --- | --- | --- | ------------------------------------------------------------------------------ |
| 1966 | You Don’t Know Like I Know Hold On, I’m Comin’                | — | UK50 (1 Wo.)UK | US90 (2 Wo.)US | R&B7 (14 Wo.)R&B | Autoren: Isaac Hayes, David Porter                                             |
| 1966 | Hold On, I’m Comin’                                           | — | UK— SilberUK | US21 Gold · (13 Wo.)US | R&B1 (20 Wo.)R&B | Erstveröffentlichung: 14. März 1966 Autoren: Isaac Hayes, David Porter         |
| 1966 | Said I Wasn’t Gonna Tell Nobody Double Dynamite               | — | — | US64 (6 Wo.)US | R&B8 (10 Wo.)R&B | Erstveröffentlichung: 23. August 1966 Autoren: Isaac Hayes, David Porter       |
| 1966 | You Got Me Hummin’ Double Dynamite                            | — | — | US77 (6 Wo.)US | R&B7 (10 Wo.)R&B | Erstveröffentlichung: 10. November 1966 Autoren: Isaac Hayes, David Porter     |
| 1967 | When Something Is Wrong with My Baby Double Dynamite          | — | — | US42 (8 Wo.)US | R&B2 (14 Wo.)R&B | Erstveröffentlichung: 23. Januar 1967 Autoren: Isaac Hayes, David Porter       |
| 1967 | Soothe Me Double Dynamite                                     | — | UK35 (8 Wo.)UK | US56 (7 Wo.)US | R&B16 (8 Wo.)R&B | Erstveröffentlichung: 30. Mai 1967 Autor: Sam Cooke Original: Sims Twins, 1961 |
| 1967 | Soul Man                                                      | DE23 (8 Wo.)DE | UK24 Gold · (14 Wo.)UK | US2 Gold · (15 Wo.)US | R&B1 (18 Wo.)R&B | Erstveröffentlichung: 21. August 1967 Autoren: Isaac Hayes, David Porter       |
| 1968 | I Thank You                                                   | — | UK34 (9 Wo.)UK | US9 (13 Wo.)US | R&B4 (14 Wo.)R&B | Erstveröffentlichung: 8. Januar 1968 Autoren: Isaac Hayes, David Porter        |
| 1968 | You Don’t Know What You Mean to Me I Thank You                | — | — | US48 (8 Wo.)US | R&B20 (8 Wo.)R&B | Autoren: Eddie Floyd, Steve Cropper                                            |
| 1968 | Can’t You Find Another Way (Of Doing It) Sweet & Funky Gold   | — | — | US54 (6 Wo.)US | R&B19 (6 Wo.)R&B | Autoren: Homer Banks, Raymond Jackson                                          |
| 1968 | Everybody Got to Believe in Somebody I Thank You              | — | — | US73 (3 Wo.)US | — | Autoren: Isaac Hayes, David Porter                                             |
| 1968 | Soul Sister, Brown Sugar Sweet & Funky Gold                   | — | UK15 (8 Wo.)UK | US41 (9 Wo.)US | R&B18 (7 Wo.)R&B | Autoren: Isaac Hayes, David Porter                                             |
| 1969 | Born Again Can’t Stand Up for Falling Down                    | — | — | US92 (3 Wo.)US | R&B27 (8 Wo.)R&B | Autoren: Isaac Hayes, David Porter                                             |
| 1971 | Don’t Pull Your Love –                                        | — | — | — | R&B36 (4 Wo.)R&B |                                                                                |
| 1974 | A Little Bit of Good (Cures a Whole Lot of Bad) Back at ’Cha! | — | — | — | R&B89 (4 Wo.)R&B |                                                                                |

Weitere Singles
- 1962: Keep a’Walkin’
- 1962: She’s Alright
- 1962: No More Pain
- 1963: You Ain’t No Big Thing Baby
- 1963: I Got a Thing Going On
- 1963: Listening for My Name
- 1964: Never, Never
- 1965: A Place Nobody Can Find
- 1965: I Take What I Want
- 1966: It Feels so Nice
- 1969: Ooh, Ooh, Ooh
- 1970: I’m Not an Indian Giver
- 1970: One Part Love – Two Parts
- 1970: Knock It Out in the Park
- 1975: Under the Boardwalk
- 1977: We Can Work It Out
- 1977: Why Did You Do It
- 1984: Live Medley

### Gastbeiträge
| Jahr | Titel Album             | Höchstplatzierung, Gesamtwochen, AuszeichnungChartplatzierungen (Jahr, Titel, Album, Platzierungen, Wochen, Auszeichnungen, Anmerkungen) | Höchstplatzierung, Gesamtwochen, AuszeichnungChartplatzierungen (Jahr, Titel, Album, Platzierungen, Wochen, Auszeichnungen, Anmerkungen) | Höchstplatzierung, Gesamtwochen, AuszeichnungChartplatzierungen (Jahr, Titel, Album, Platzierungen, Wochen, Auszeichnungen, Anmerkungen) | Höchstplatzierung, Gesamtwochen, AuszeichnungChartplatzierungen (Jahr, Titel, Album, Platzierungen, Wochen, Auszeichnungen, Anmerkungen) | Anmerkungen                  |
| Jahr | Titel Album             | DE | UK | US | R&B | Anmerkungen                  |
| ---- | ----------------------- | --- | --- | --- | --- | ---------------------------- |
| 1985 | The Sam & Dave Medley – | — | — | — | R&B92 (4 Wo.)R&B | Stars on 45 feat. Sam & Dave |